# Jichișu de Jos
Jichișu de Jos (in ungherese Alsógyékényes, in tedesco Unterrohrbach) è un comune della Romania di 1 258 abitanti, ubicato nel distretto di Cluj, nella regione storica della Transilvania.
Il comune è formato dall'unione di 5 villaggi: Codor, Jichișu de Jos, Jichișu de Sus, Șigău, Tărpiu.